# Hermann Nunberg
Hermann (Herman, Hirsz, Hirsch) Nunberg (ur. 23 stycznia 1884 w Będzinie, zm. 20 maja 1970 w Nowym Jorku) – polski, austriacki i amerykański lekarz psychiatra, psychoanalityk.

## Życiorys
Syn Ludwika (Lejzera) Nunberga i Auguste z domu Kalman. Uczęszczał do Wyższej Szkoły Realnej w Krakowie. Studiował medycynę na Uniwersytecie Jagiellońskim (1911/1912–1913/1914) i Uniwersytecie w Zurychu, tytuł doktora medycyny otrzymał w 1910 roku. Przez krótki czas praktykował jako psychiatra w Szafuzie i w Bernie. Od 1914 roku asystent w klinice Juliusa Wagnera-Jauregga, a potem Ottona Pötzla w Wiedniu.
Od 1915 należał do Wiedeńskiego Towarzystwa Psychoanalitycznego. W Wiedniu przebywał do 1932 roku, potem emigrował do Stanów Zjednoczonych, najpierw mieszkał w Filadelfii, potem w Nowym Jorku. Od 1950 do 1952 przewodniczył New York Psychoanalytic Society. Zmarł 20 maja 1970 roku.
Żonaty z aktorką Margarethe Rie (1899–1986), ich syn Henry (ur. 1933) został psychoanalitykiem.

## Prace
- Ueber körperliche Begleiterscheinungen assoziativer Vorgänge. Leipzig:J. A. Barth, 1910
- Über den katatonischen Anfall. Internationale Zeitschrift für Psychoanalyse 6, s. 25-49, 1920
- Der Verlauf des Libidokonfliktes in einem Falle von Schizophrenie. Internationale Zeitschrift für Psychoanalyse 7, s. 301–345, 1921
- Über Depersonalisationszustände im Lichte der Libidotheorie. Internationale Zeitschrift für Psychoanalyse 10, s. 17–33, 1924
- Über den Genesungswunsch. Internationale Zeitschrift für Psychoanalyse 11, s. 179–193, 1925
- The Sense of Guilt and the Need for Punishment. International Journal of Psycho-Analysis 7, s. 420–432, 1926
- Schuldgefühl und Strafbedürfnis. Internationale Zeitschrift für Psychoanalyse 12, s. 348–359, 1926
- Probleme der Therapie. Internationale Zeitschrift für Psychoanalyse 14, s. 441–457, 1928
- Die synthetische Funktion des Ich. Internationale Zeitschrift für Psychoanalyse 16, s. 301–318, 1930
- The Synthetic Function of the Ego. International Journal of Psycho-Analysis 12, s. 123–140, 1931
- Psychoanalyse des Schamgefühls. Psychoanalytische Bewegung 4, s. 505–507, 1932
- Allgemeine Neurosenlehre auf psychoanalytischer Grundlage. Bern: Huber, 1932
- Magie und Allmacht. Almanach der Psychoanalyse 8, s. 88–95, 1933
- The Feeling of Guilt. Psychoanalytic Quarterly 3, s. 589–604, 1934
- Das Schuldgefühl. Imago 20, s. 257–269, 1934
- Homosexualität, Magie und Aggression. Internationale Zeitschrift für Psychoanalyse 22, s. 5–18, 1936
- Beiträge zur Theorie der Therapie. Internationale Zeitschrift für Psychoanalyse 23, s. 60–67, 1937
- Homosexuality, Magic and Aggression. International Journal of Psycho-Analysis 19, s. 1–16, 1938
- Psychological Interrelations between Physician and Patient. Psychoanal. Rev. 25, s. 297–308, 1938
- Ichstärke und Ichschwäche. Internationale Zeitschrift für Psychoanalyse 24, s. 49–61, 1939
- Ego Strength and Ego Weakness. American Imago 3C, s. 25–40, 1942
- Limitations of Psychoanalytic Treatment. „Bulletin of the New York Academy of Medicine”. 19 (10), s. 729–738, 1943. PMID: 19312343. PMCID: PMC1934040.
- Circumcision and Problems of Bisexuality. International Journal of Psycho-Analysis 28, s. 145–179, 1947
- Practice and Theory of Psychoanalysis, 1948
- A Commentary on Freud's an Outline of Psychoanalysis. Psychoanalytic Quarterly 19, s. 227-250, 1950
- Transference and Reality. International Journal of Psycho-Analysis 32, s. 1–9, 1951
- Evaluation of the Results of Psycho-Analytic Treatment. International Journal of Psycho-Analysis 35, s. 2–7, 1954
- Principles of Psychoanalysis, Their Application to the Neurosis, 1955
- Character and Neurosis. International Journal of Psycho-Analysis 37, s. 36–45, 1956
- Curiosity, 1961
- Memoirs, Recollections, Ideas, Reflections. New York, 1969